# Cosseria
Cosseria (ligur nyelven Coscéria) település Olaszországban, Liguria régióban, Savona megyében. Lakosainak száma 1036 fő (2023. január 1.). Cosseria Carcare, Cengio, Millesimo, Plodio és Cairo Montenotte községekkel határos.

## Népesség
A település lakossága az elmúlt években az alábbi módon változott:
| Lakosok száma | 1058 | 1081 | 1081 | 1036 |
|               | 2008 | 2017 | 2018 | 2023 |